# Guantánamo (provincie)
Guantánamo is een provincie in het oosten van Cuba. De hoofdstad is de gelijknamige stad Guantánamo.
De provincie heeft een oppervlakte van 6200 km² en 515.000 inwoners (2015). Zij is ontstaan in 1976 toen de provincie Oriente opgedeeld werd in vijf provincies.
In de provincie ligt Guantanamo Bay, een militaire basis van de Verenigde Staten.

## Geografie
De provincie wordt in het noordwesten begrensd door de provincie Holguín, in het noordoosten door de Atlantische Oceaan, in het zuiden door de Caraïbische Zee en in het westen door de provincie Santiago de Cuba. De Windward Passage verbindt de Atlantische Oceaan en de Caraïbische Zee en is ter hoogte van de provincie zo'n 80 kilometer breed, waardoor men met helder weer vanaf de kust de lichten in Haïti kan zien.
De belangrijkste rivieren in de provincie zijn de Guantánamo, Guaso en Toa. De belangrijkste steden in de provincie zijn Guantánamo en Baracoa. In het zuidwesten van de provincie ligt de Guantánamobaai een zeearm van de Caraïbische Zee.

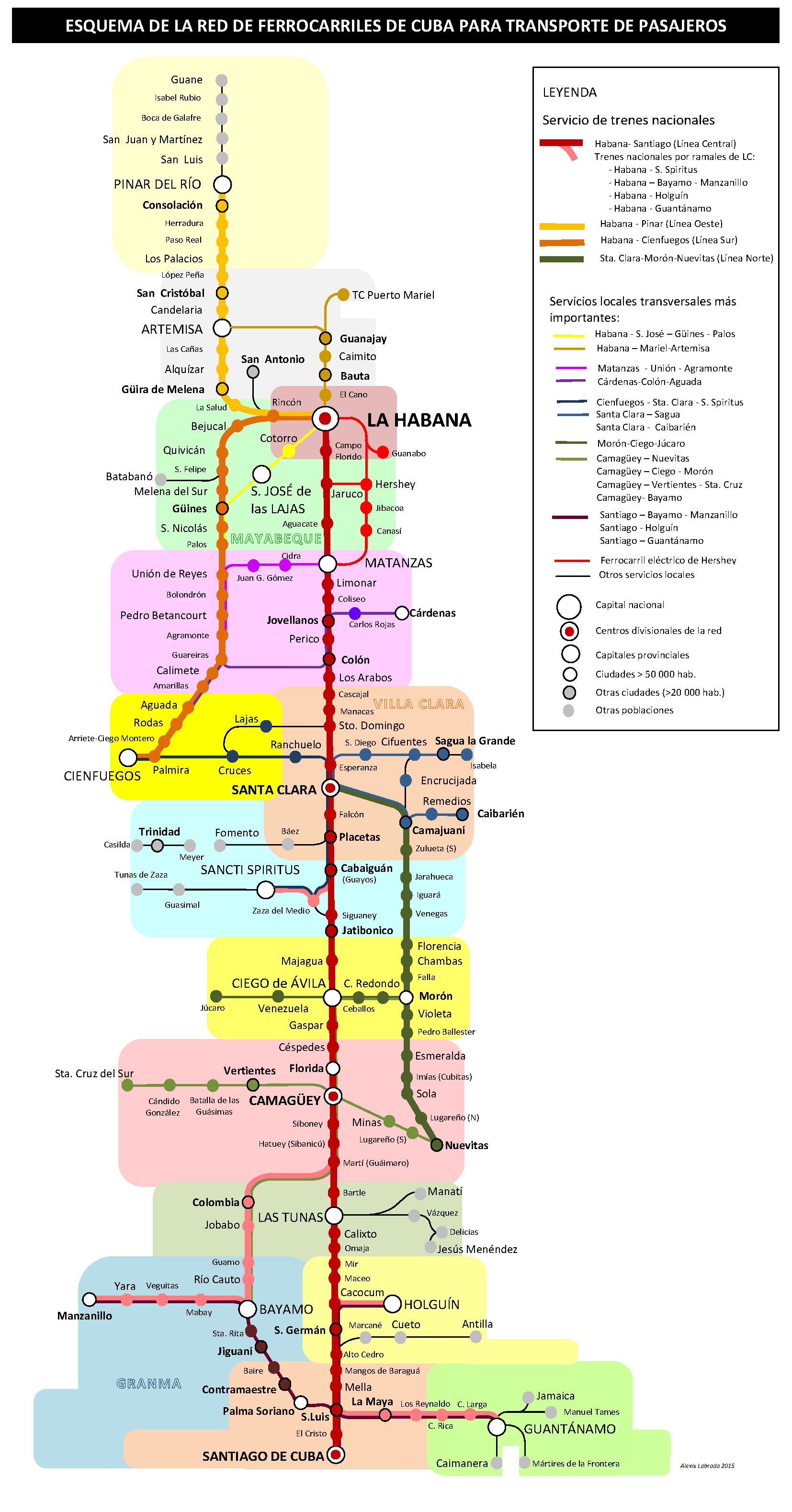
Schematische spoorwegkaart van Cuba (2015); onderaan rechts de spoorwegstations in de provincie Guantánamo (lichtgroen)

De provincie is bergachtig en voornamelijk de laagvlakte van Guantánamo en de vallei van Caujerí worden bewoond. De bergruggen Cuchillas de Toa en de Sierra de Purial lopen door de provincie. Door de bergachtigheid van de provincie is het aantal wegen en spoorwegen er minimaal.
Het oostelijkste punt van Cuba is de Punta del Quemado.
Er valt ongeveer 3400 millimeter regen per jaar in de provincie.

## Economie
De provincie heeft een grotendeels agrarische economie. Suikerriet, cacao en koffie zijn de belangrijkste gewassen.

## Gemeenten
De provincie is ingedeeld in tien gemeenten (afwijkende namen van hoofdplaatsen tussen haakjes):
- Baracoa
- Caimanera
- El Salvador
- Guantánamo
- Imías
- Maisí (La Máquina)
- Manuel Tames
- Niceto Pérez
- San Antonio del Sur
- Yateras (Palenque)

Artemisa · Camagüey · Ciego de Ávila · Cienfuegos · Guantánamo · Granma · Havana · Holguín · Las Tunas · Matanzas · Mayabeque · Pinar del Río · Sancti Spíritus · Santiago de Cuba · Villa Clara